# Synagoge (Bolsenheim)
Die Synagoge in Bolsenheim, einer französischen Gemeinde im Département Bas-Rhin in der Region Grand Est, wurde in den 1848er Jahren errichtet und nach 1870 aufgegeben. Die Synagoge stand in der heutigen Rue du Stade.
Die Synagoge wurde 1848 eingeweiht, sie ersetzte einen Vorgängerbau, der 1779 erbaut worden war.

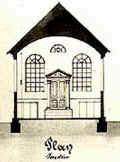
Längsschnitt der Synagoge
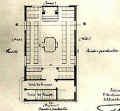
Grundriss der Synagoge